# 6631 Pyatnitskij
6631 Pyatnitskij este un asteroid din centura principală de asteroizi.

## Descriere
6631 Pyatnitskij este un asteroid din centura principală de asteroizi. A fost descoperit pe 4 septembrie 1983 la Observatorul de Astrofizică din Crimeea de Liudmila Juravliova. El prezintă o orbită caracterizată de o semiaxă mare de 2,47 ua, o excentricitate de 0,15 și o înclinație de 7,1° în raport cu ecliptica.